# (2301) Уитфорд
(2301) Уитфорд (первоначальное обозначение 1965 WJ) — астероид внешней части пояса астероидов, обладает диаметром около 17 км. Открыт 20 ноября 1965 года в рамках астероидной программы Индианы в обсерватории имени Гёте Линка, США. Астероид назван в честь американского физика и астронома Альберта Уитфорда. Принадлежит к редкому классу L, обладает периодом вращения 14,3 часа.

## Орбита и классификация
Уитфорд не принадлежит какому-либо семейству астероидов, входит в состав Главного пояса астероидов. Объект обращается вокруг Солнца во внешней части пояса астероидов на расстоянии 2,5–3,9 а.е. с периодом 5 лет 8 месяцев (2073 дней; большая полуось 3,18 а.е.). Эксцентриситет орбиты равен 0,21, наклон орбиты составляет 12° относительно плоскости эклиптики.
Впервые астероид наблюдалс в обсерватории Лоуэлла в октябре 1931 года и получил название 1931 TR2. Дуга наблюдения началась за 10 лет до официального открытия и наименования 1955 BC в январе 1955 года в обсерватории имени Гёте Линка.

## Физические характеристики
Уитфорд считается астероидом класса L (по данным фотометрического обзора Pan-STARRS). Также астероид описывают как астероид класса S по данным SDSS-MFB.

### Период вращения
В апреле 2012 года была получена кривая блеска объекта по фотометрическим наблюдениям в полосе R в рамках Palomar Transient Factory. Кривая блеска показала период вращения 14,275 часа при амплитуде блеска of 0,35 звёздной величины.

### Диаметр и альбедо
Согласно данным обзоров японского спутника Akari и обзора NEOWISE проекта Wide-field Infrared Survey Explorer, Уитфорд обладает диаметром от 17,40 до 19,47 км, а поверхность имеет альбедо от 0,223 до 0,240.
Сайт Collaborative Asteroid Lightcurve Link указывает стандартное альбедо для каменных астероидов около 0,20, при этом диаметр оказывается равным  16,56 км при абсолютной звёздной величине 11,27.

## Название
Данная малая планета была названа в честь американского физика и астронома Альберта Уитфорда (1905–2002), являвшегося одним из первых учёных, работавших в области фотоэлектрической фотометрии. Уитфорд также был директором обсерватории Уошбурна и Ликской обсерватории и президентом Американского астрономического общества. Официально название было присвоено циркуляром 8403 Центра малых планет 20 декабря 1983 года.